# Omzettingsmededeling
In een omzettingsmededeling wordt aan een schuldenaar verteld dat de schuldeiser in plaats van nakoming, schadevergoeding zal vorderen. Voordat een vervangende schadevergoeding geëist kan worden, moet deze omzettingsmededeling verstuurd zijn.